# Bodoland Territorial Areas District
Bodoland Territorial Areas District (BTAD) – jeden z regionów autonomicznych  w Indiach. Zlokalizowany jest w północnej części wschodnioindyjskiego stanu Asam. Jego stolicą jest miasto Kokrajhar. Region grupuje większość obszarów zamieszkałych przez ludność Bodo i podlega administracji Rady Terytorialnej Bodolandu (ang. Bodoland Territorial Council, skrót: BTC).

## Struktura
Bodoland Territorial Areas District obejmuje cztery dystrykty wchodzące w skład stanu Asam. Są to :
1. Kokrajhar (stolicą dystryktu jest Kokrajhar)
2. Baksa (stolicą dystryktu jest Mussalpur)
3. Chirang (stolicą dystryktu jest Kajalgaon)
4. Udalguri (stolicą dystryktu jest Udalguri)